# 蔡夫人
蔡夫人（さいふじん、生没年不詳）は、中国後漢末期の人物。劉表の継室。父は蔡諷。弟は蔡瑁。姉は黄承彦の妻。姪は黄氏（諸葛亮の妻）。

## 事跡
『三国志』魏志劉表伝によると、韓嵩が曹操の元へ使者として赴いた際、官位を賜り帰ってきたことに激怒した劉表を重臣と共に諌めた。

## 演義、その他
小説『三国志演義』では、元は劉表の側室だったことから、正室の陳夫人が亡くなると劉琮の生母ということもあり、正室として扱われる。やがて劉琮に後を継がせるべく蔡瑁と結託し、後継者の劉琦や客将の劉備までをも亡き者にしようとするが、失敗に終わる。
劉表の死後、遺言の偽造により当主となった劉琮は、南下した曹操に降伏し青州刺史に任命される。このため彼女もこれに同行するが、最後は于禁により劉琮と共に殺されている。
日本では、吉川英治『三国志』において蔡瑁の妹となっており、横山光輝『三国志』や『人形劇 三国志』（1982年 - 1984年、NHK）もこれに準じている。